# 홍은미 (영화 감독)
홍은미는 대한민국의 시나리오 작가, 영화 감독이다. 

## 영화
- 2016년 영화 《미씽: 사라진 여자》 ... 각본
- 2019년 영화 《그대 이름은 장미》 ... 각본
- 2024년 영화 《댓글부대》 ... 공동각본
- 2024년 영화 《히든 페이스》 ... 공동각본